# Alan Cobham (aviateur)
Pour les articles homonymes, voir Alan Cobham.
Alan Cobham, né le 6 mai 1894 à Londres, Angleterre, et mort  le 21 octobre 1973, à Bournemouth, est un aviateur britannique.

## Biographie
Cobham entre dans le Royal Flying Corps en 1917, durant la Première Guerre mondiale, et devient célèbre en tant que pionnier de l'aviation de longue distance. En 1921, il rejoint la de Havilland Aircraft Company pour laquelle il entreprend une succession de vols long-courrier : 8 000 km à travers l'Europe ; 12 800 km à travers l'Europe et l'Afrique du Nord ; 19 300 km à travers l'Europe jusqu'en Palestine, Égypte, le long de la côte nord-africaine et en Espagne.
Il devient la première personne à réaliser un vol Londres-Le Cap et à son retour en 1926, il reçoit la Air Force Cross. La même année, Cobham est nommé chevalier par le roi George V après le succès de son vol de l'Angleterre à l'Australie, en hydravion. Voyage dont ne reviendra pas son mécanicien, Arthur Elliott tué par un bédouin, alors qu'ils survolaient l'Euphrate. Il remporte aussi de nombreuses compétitions d'aviation, comme la  King's Cup Race en 1924.
En 1927, il publie sa biographie Australia and Back, dans lequel il écrit le compte rendu de ses voyages. Et au cours des années 1930, il réalise des spectacles d'aviation au Royaume-Uni, mais aussi en Afrique du Nord, qu'il intitule « Journées de l'Aviation Nationale ».
Avec Nevil Shute Norway et Hessell Tiltman (en), il fonde une entreprise de fabrication d'avions, nommée Airspeed Limited, puis, créé une petite compagnie aérienne, Cobham Air Routes Ltd, en 1935, qu'il revend à Olley Air Service Ltd, après la mort d'un de ses pilotes dans un accident, quelques mois plus tard.
Lors de la Seconde Guerre mondiale, il inspire beaucoup de pilotes grâce à ses spectacles aériens. À la fin de cette dernière, il reprend les recherches sur le ravitaillement air-air.
Il se retire ensuite aux îles Vierges britanniques, mais retourne en Angleterre où il meurt en 1973.

## Héritage
Sa compagnie, Flight Refueling Limited, renommé Cobham plc, reste un des pionniers des techniques aéronautiques.
Il a aussi popularisé l'aviation au Royaume-Uni.

## Œuvres

### Filmographie
Cobham a écrit et participé au tournage du film The King's Cup, de Herbert Wilcox, en 1933.